# 百水之家

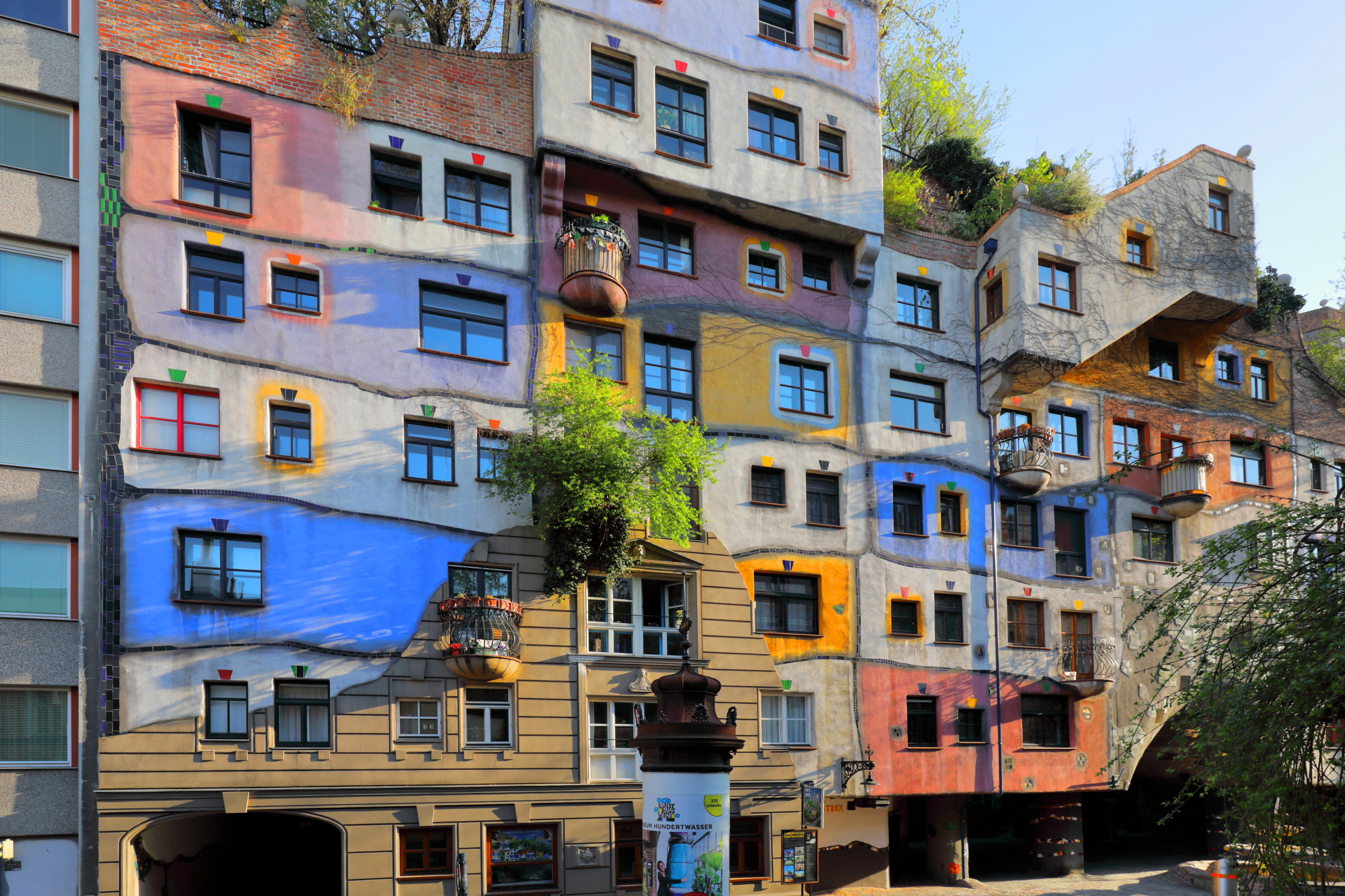
汉德瓦萨之家

百水之家（德語：Hundertwasserhaus）是奧地利藝術家百水先生在維也納建設的一處公共住宅。百水先生在1972年出演一次電視節目時曾稱自己的夢想是建一座和植物一起生存的家。1977年，時任維也納市長對百水先生發出邀請，請求他建設一座人類和自然共生的公共住宅。這座建築中1983年開工，1986年完工。現在這座住宅是維也納的著名景點。